# Claude-Louis Jacobé de Naurois
Claude-Louis Jacobé de Naurois (6 janvier 1741 ou 6 juin 1741, Langres - 10 novembre 1819, Paris), est un homme politique français.

## Biographie
Fils de Claude-Louis Jacobé d'Abloncourt, écuyer, seigneur de Naurois, receveur des gabelles de Langres, et de Louise-Dorothée Collin de Morambert (petite-fille de Jean Racine), il était directeur et administrateur de la manufacture des glaces de Saint-Gobain. 
Le 9 thermidor an XI, le Sénat conservateur le nomma député de la Seine au Corps législatif. Jacobé-Naurois fit partie de cette assemblée jusqu'en 1809. Il est inhumé au cimetière du Père-Lachaise (42e division).
Il est l'ancêtre de René de Naurois.